# Lijst van Siciliaanse maffiosi
Deze lijst van Siciliaanse maffiosi bevat maffiosi die op Sicilië actief zijn (geweest).

## A
- Mariano Agate
- Pietro Aglieri[1]
- Agueci Brothers
- Gerlando Alberti

## B
- Gaetano Badalamenti[2]
- Leoluca Bagarella[3]
- Calogero Bagarella
- Salvatore Bonanno (1932-2008)[4]
- Stefano Bontade
- Giovanni Brusca
- Tommaso Buscetta (1928-2000)

## C
- Antonino Calderone
- Giuseppe Calderone
- Giuseppe Calò
- Salvatore Cancemi
- Alfonso Caruana (Cuntrera-Caruana Mafia familie)
- Michele Cavataio
- Vito Ciancimino
- Salvatore Contorno

## D
- Matteo Messina Denaro (geboren 1962)
- Francesco Di Carlo
- Giuseppe Di Cristina
- Maurizio Di Gati
- Baldassare Di Maggio
- Santo Di Matteo
- Calcedonio Di Pisa
- Salvatore D'Aquila

## F
- Giuseppe Farinella
- Vito Cascio Ferro (1862-1945)

## G
- Giuseppe Giacomo Gambino
- Nicola Gentile
- Nene Geraci
- Antonino Giuffrè
- Salvatore Giuliano (overleden 1950)
- Giuseppe Graviano
- Giuseppe Greco
- Michele Greco
- Pino Greco (overleden 1985)
- Salvatore "Ciaschiteddu" Greco
- Giuseppe Guttadauro

## I
- Pietro Inzerillo (overleden 1979)
- Salvatore Inzerillo

## L
- Angelo La Barbera
- Salvatore La Barbera
- Luciano Leggio
- Salvatore Lo Piccolo
- Giuseppe Lucchese
- Salvatore Lucania

## M
- Rosario "Rose" Maceo
- Salvatore "Sam" Maceo
- Francesco Madonia
- Vittorio Mangano
- Francesco Marino Mannoia
- Cesare Manzella
- Filippo Marchese
- Giuseppe Marchese
- Leonardo Messina
- Gaspare Messina
- Gaspare Mutolo (geboren 1940)

## N
- Michele Navarra
- Vincenzo Natali

## P
- Gaspare Pisciotta
- Mario Prestifilippo
- Bernardo Provenzano (overleden 2016)
- Vincenzo Puccio

## R
- Domenico Raccuglia
- Rosario Riccobono
- Salvatore Riina (overleden 2017)
- Antonio Rotolo
- Giuseppe Genco Russo

## S
- Antonio Salamone
- Antonio Salvo
- Ignazio Salvo
- Benedetto Santapaola
- Vincenzo Sinagra
- Benedetto Spera
- Anthony Spilotro

## V
- Vincenzo Virga
- Leonardo Vitale
- Vito Vitale
- Calogero Vizzini